# Schwarzer Berg (Golßen)
Der Schwarze Berg ist eine 144,3 m ü. NHN hohe Erhebung auf der Gemarkung der Stadt Golßen im Landkreis Dahme-Spreewald in Brandenburg. Die Erhebung liegt im äußersten Südwesten der Gemarkung, grenzt im Süden an die Gemeinde Steinreich und im Nordosten an die Stadt Baruth/Mark. Die Umgebung ist bewaldet; auf der Kuppe steht ein Hochbehälter des Trink- und Abwasserzweckverbandes Luckau sowie der Dahme-Nuthe-Wasser-Abwasserbetriebsgesellschaft. Die historische Nutzung des Schwarzen Berges war im 18. Jahrhundert Gegenstand eines Streits zwischen Wolf Ernst von Stutterheim gegen Jost Siegmund von Bredau und Adam Ernst von Stutterheim.